# گرگوری هابلیت
گرگوری هابلیت (انگلیسی: Gregory Hoblit؛ زادهٔ ۲۷ نوامبر ۱۹۴۴) یک کارگردان، و تهیه‌کننده اهل ایالات متحده آمریکا است. وی از سال ۱۹۷۴ میلادی تاکنون مشغول فعالیت بوده‌است.

## فیلمشناسی
- فرکانس
- نایافتنی
- ترس کهن
- شکست
- آمریکایی‌ها (مجموعه تلویزیونی)